# Rita Barberá
María Rita Barberá Nolla (Valencia, 16 de julio de 1948-Madrid, 23 de noviembre de 2016) fue una política española, alcaldesa de Valencia entre 1991 y 2015, diputada por Valencia en las Cortes Valencianas entre 1983 y 2015 y senadora por designación autonómica desde 2015 hasta su fallecimiento. Estuvo afiliada a Alianza Popular y a su sucesor, el Partido Popular, durante cuarenta años, entre 1976 y 2016, cuando fue suspendida. El 6 de octubre de 2023 le fue concedido el título póstimo de Alcaldesa Honoraria, por parte del gobierno municipal de María José Catalá.

## Biografía
Era hija de Carmen Nolla Forcada (1921-2013), de origen catalán y heredera de la empresa de cerámica Fábrica de Mosaicos Nolla y de José Barberá Armelles, periodista y político valenciano antes, durante y tras el franquismo. José Barberá fue corresponsal en Roma de El Siglo Futuro, trabajó en el diario Levante, en 1940 fue director de El Correo Gallego, y en 1953 dirigió el periódico La Jornada fundado por el Movimiento Nacional en 1941. Fue Presidente de la Asociación de la Prensa valenciana durante treinta años y concejal del ayuntamiento de Valencia.

### Juventud
Rita Barberá estudió primaria en la Institución Cultural Domus y era licenciada en ciencias políticas, económicas y empresariales por la facultad de ciencias económicas de la Universidad de Valencia y en Ciencias de la Información en la rama de Periodismo por la Universidad Complutense de Madrid. Como periodista trabajó en Radio Valencia y como redactora de tribunales y urbanismo en el Levante. Era funcionaria de profesión, ya que ganó por oposición una plaza en el extinguido cuerpo especial de economistas sindicales.
En 1973 con veinticinco años de edad fue declarada «Musa del Humor» en un concurso literario instaurado por el Ayuntamiento de Valencia, la llamada "Olimpiada del Humor".

### Fallecimiento
Falleció el 23 de noviembre de 2016 en el hotel Villa Real de Madrid a causa de una cirrosis hepática que derivó en un fallo multiorgánico. Tuvo una despedida multitudinaria.  Al día después de su fallecimiento, en la entrega de los Premios Rey Jaime I el rey Felipe VI expresó su condolencia y, junto a otras autoridades de la Comunidad y la ciudad de Valencia, entre ellos rivales políticos, se destacó su labor como dirigente.

### Conmemoraciones
El presidente del Gobierno, Mariano Rajoy, elogió a Rita Barberá al mismo tiempo que ensalzó su "extraordinaria" labor al frente del Ayuntamiento.
La Federación Española de Municipios y Provincias concedió a Barberá a título póstumo la Llave de Oro del Municipalismo, distinción que fue recogida por los familiares de la exsenadora, entre otros, sus tres hermanas María José, Carmen y Asunción Barberá.
En el año 2023, el Partido Popular recuperó la alcaldía de la ciudad de Valencia, y la actual alcaldesa, María José Catalá, cumplió su promesa electoral de nombrar alcaldesa honorífica de Valencia a la otrora regidora de la capital valenciana durante 24 años, así como cambiar la denominación del Pont de les flors a Puente de las Flores - Alcaldesa Rita Barberá.

## Trayectoria política
Afiliada a Alianza Popular en 1976, fue la copromotora y cofundadora del partido en Valencia.
En 1987 fue cabeza de lista por Valencia en las elecciones a las Cortes Valencianas de 1987 y candidata propuesta por Alianza Popular a la presidencia de la Generalidad; obteniendo la candidatura 476 000 votos en la comunidad autónoma, algo menos de la mitad que los obtenidos por el PSOE, liderado por Joan Lerma.
En el año 1983 se convirtió en diputada en las Cortes Valencianas, cargo que desempeñó hasta 2015. Desde febrero de 1993 era miembro del Comité Ejecutivo Nacional del Partido Popular, llegando a ser una de las mujeres más destacadas del partido en la Comunidad Valenciana, y en el conjunto de España.
En las elecciones municipales del año 1991, Rita Barberá consiguió ser elegida alcaldesa de Valencia el 5 de julio de 1991, gracias al apoyo del partido regionalista Unió Valenciana. Desde el año 1991 fue reinvestida tras las sucesivas convocatorias electorales (1995, 1999, 2003, 2007 y 2011), en todas con mayoría absoluta de la lista del PP. En 2007 el PP obtuvo su mejor resultado con el 56,67 % de los votos y 21 concejales frente a la candidatura socialista encabezada por Carmen Alborch. Para las elecciones locales del 2015 volvió a ser proclamada cabeza de lista de la candidatura del PP, pero esta perdió la mayoría absoluta y Barberá la alcaldía debido a un acuerdo entre Compromís y el PSPV-PSOE, que acabaron con 24 años de gobierno popular en la ciudad del Turia y auparon a Joan Ribó como sucesor de Rita Barberá. Debido a su condición de alcaldesa de Valencia, fue presidenta de la Federación Española de Municipios y Provincias, cargo que ocupó desde el 11 de noviembre de 1995 hasta el 23 de noviembre de 2003, cuando pasó a ocupar la vicepresidencia. Fue la primera alcaldesa del Partido Popular en ocupar dicho cargo de presidencia y la única hasta 2011.
En 1995 se convirtió en la primera alcaldesa en oficiar un matrimonio civil. Años después se manifestó contra el matrimonio entre personas del mismo sexo, según explicó porque «hay muchas otras formas de preservar derechos entre las parejas de igual sexo». También se ha posicionado contra el aborto al declarar «tengo un gran interés por la vida. Creo que si una célula, al ser fecundada, es capaz de desdoblarse en dos, cuatro, ocho... es porque tiene vida».

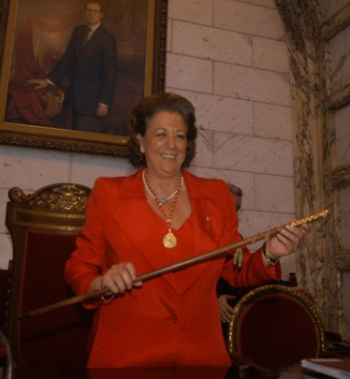
Rita Barberá en su toma de posesión como alcaldesa del año 2007

En junio de 2008, fue la presidenta del XVI Congreso del Partido Popular, celebrado en la ciudad de Valencia. Se le propuso en dos ocasiones encabezar las listas del PP al Congreso de los Diputados por la provincia de Valencia, para las elecciones generales de 2008 y 2011, ya que según las encuestas era una de las políticas con mejores valoraciones para la ciudadanía, pero en sendas ocasiones Rita Barberá rechazó la propuesta.
La llegada del AVE a Valencia, la ampliación del puerto, la ampliación de la red de Metrovalencia, la Ciudad de las Artes y las Ciencias, las dos ediciones (32.ª y 33.ª) de la Copa América de Vela o la ampliación del Jardín del Turia son algunas de las actuaciones más importantes que se realizaron en la ciudad durante su mandato.
En sus más de veinte años como alcaldesa de Valencia, el nombre de Rita Barberá apareció en diferentes casos de corrupción política, como Gürtel, Emarsa, Nóos o Imelsa. Por mucho tiempo no fue imputada en ninguno, aunque sí que tuvo que declarar como testigo por algunos. Sin embargo, tras su salida de la alcaldía de Valencia, la fiscalía anticorrupción de Valencia realizó sendos informes para remitir al Tribunal Supremo las pruebas contra la senadora del PP y proceder a su imputación por su vinculación con el caso Taula y el caso Ritaleaks. Este último caso, principal argumento de Compromís contra Barberá durante la campaña electoral de las elecciones municipales de 2015, fue archivado por el Supremo. No pasó igual con el caso Taula.

### El caso «Rita Leaks»
En abril de 2015, la Coalició Compromís creó una web llamada «Rita Leaks», anunciada el 22 de abril, con el objetivo de desgastar políticamente a Rita Barberá, por entonces candidata a la alcaldía de Valencia, aprovechando el altavoz mediático que supone la apertura de un procedimiento por parte del ministerio público. La citada web fue presentada en la sede de la Coalición por Joan Ribó y Mónica Oltra, quien afirmó que «esta persona no tiene límite, está descontrolada y es insaciable» y que «no sabemos si ha habido gasto en el mueble bar o en el spa. Se daba la vida padre a costa de todos. No sabe distinguir entre su dinero y el dinero de los demás». Finalmente, se publicaron 466 documentos en los que se recopilaban presuntas irregularidades de 34 personas vinculadas a organismos del consistorio valenciano que tuvieron entre los años 2011 y 2014 unos gastos, sufragados con dinero público, de hasta 278.000 euros, dinero gastado en viajes, comidas y diferentes actos de representación, de los cuales 42.781 euros se debían a 88 facturas que estaban a nombre de Rita Barberá, aunque entre ellas había varias que en realidad pertenecían a dirigentes del PSPV-PSOE, como la exministra Carmen Alborch. Compromís anunció además que presentarían toda la documentación ante la fiscalía para conocer si son motivo de delito. Este hecho tuvo una gran repercusión en los medios de comunicación, por lo que la alcaldesa dio una rueda de prensa en la que justificó los gastos tan elevados porque «no quería "cutrerías" en Valencia». Respecto a la web de Compromís y a la repercusión mediática, Barberá dijo que todo se debía a un «contrato entre Compromís y laSexta», a lo que la cadena de televisión respondió que no habían firmado nada con Compromís y también retó, en un tono irónico, a que se hiciera un «SextaLeaks».
Tras la instrucción previa realizada en Valencia, el 18 de mayo de 2016 la Fiscalía de Valencia trasladó a la del Supremo (al ser aforada, este es el tribunal competente) toda la investigación sobre los gastos de Rita Barberá como alcaldesa durante su último mandato como alcaldesa de Valencia, lo cual suponía un paso más en las diligencias que abrió la sección de Delitos Económicos de Valencia. Sin embargo, el 12 de julio de 2016, la Fiscalía del Tribunal Supremo archivó el caso al no ver delito en los gastos de protocolo denunciados por Compromís.

### El caso Taula
Barberá compareció el martes 15 de marzo de 2016 ante los medios de comunicación un día después de que el instructor del caso Taula le ofreciera declarar voluntariamente en sede judicial para anunciar que aceptaba el ofrecimiento del magistrado. El instructor apreció indicios de un delito de blanqueo de capitales en la actividad de la que fuera alcaldesa e imputó al PP valenciano. El mismo día, el Comité de Derechos y Garantías del PP abrió un expediente contra Barberá y 54 investigados del caso Taula.
El 21 de abril de 2016 el juez pidió al Supremo que imputase a Rita Barberá por blanqueo de capitales. El 12 de septiembre de 2016 el Tribunal Supremo decidió abrir una investigación penal por un presunto delito de blanqueo de capitales en su etapa de alcaldesa de Valencia. El PP le pidió que renunciase como senadora, pero ella escoge darse de baja del partido y entrar a formar parte del grupo mixto, preservando así su aforamiento y su salario. El 20 de octubre el Tribunal Supremo le citó para que declarase como imputada por blanqueo, declarando el 21 de noviembre del mismo año. Sin embargo, no pudo ser juzgada, ya que dos días después de declarar en el Supremo falleció tras sufrir un infarto en un céntrico hotel de la capital madrileña, a donde se había trasladado para acudir al pleno del Senado.
En relación con este caso, el 30 de julio de 2024 la Sala Segunda de la Audiencia Provincial de Valencia condenó a 4 años y medio de prisión por cohecho y un delito continuado de malversación a Alfonso Grau, considerado como mano derecha de Rita Barberá, bajo cuyo mando llegó a desempeñar el cargo de vicealcalde y concejal de Hacienda. Específicamente, el exvicealcalde de València habría cometido el delito de malversación al desviar fondos destinados por el Ayuntamiento a la Fundación Valencia Turismo Convention Boureau (FTVBC) y la Asociación Centro de Estrategias y Desarrollo (CEyD) para sufragar los gastos ocasionados por la campaña del Partido Popular para las elecciones municipales de 2007. 
Así, la Audiencia Provincial estimó que el propio Grau habría decidido que la empresa FTVBC, de naturaleza jurídico-privada pero financiada con recursos municipales para la promoción del turismo, abonase una suma de al menos 210.000€ a la empresa Laterne Product Council (LPC), a la cual el PP había confiado la gestión de su campaña en Valencia; también habría sido Grau quien habría resuelto que CEyD —entidad igualmente nutrida de fondos públicos de València— pagase 178.150€ a LPC.
Por otra parte, la Audiencia Provincial consideró probada la comisión del delito de cohecho al constatar que el exvicecalde y concejal de Hacienda logró que determinadas empresas contratistas con el Ayuntamiento de València aportasen fondos a LPC para costear del mismo modo gastos de campaña, bajo la apariencia de servicios que no se efectuaron.
Ante la noticia de esta condena a quien fuera considerado el más estrecho colaborador de Barberá, los partidos de oposición en el consistorio valenciano, Compromís y PSPV, instaron a que la alcaldesa María José Catalá retirase a Barberá el título honorífico que le había concedido, ante lo cual el concejal y portavoz del PP en la ciudad, Juan Carlos Caballero, respondió que en su partido estaban "muy orgullosos" del legado de la exalcaldesa.

## Críticas y polémicas

### El uso del valenciano
Poseía nociones elementales de valenciano, que no era su lengua materna. Este hecho no le impidió tratar de expresarse en ella, siendo objeto de polémicas y mofas. Un caso notable es el ocurrido durante la crida de las Fallas de 2015 (el "pregón" de las fiestas falleras), cuando intentó realizar su discurso en valenciano, llenándolo de errores gramaticales, frases inconclusas y castellanismos, siendo duramente criticada por la oposición y parodiada en distintos medios. Una de las palabras más repetidas en el discurso fue «el caloret», un castellanismo que, según la normativa oficial de la Academia Valenciana de la Lengua, para el valenciano sería la escalforeta; llegó a ser trending topic en las redes sociales y objetivo de diferentes memes y burlas. Por este hecho, Barberá pidió disculpas, aunque veía «desproporcionada» la polémica, defendiendo que la palabra caloret «existía en valenciano».

### Otras polémicas
Otros asuntos polémicos que se dieron durante sus mandatos fueron el accidente de Metrovalencia, donde murieron 43 personas y cuya investigación se cerró de forma apresurada, los desfases presupuestarios y continuos problemas constructivos en la Ciudad de las Artes (el «Trencadís»), el coste desorbitado de la Fórmula 1, posteriormente abandonada o los edificios sin uso dejados por la Copa América.